# Porcelana de Derby

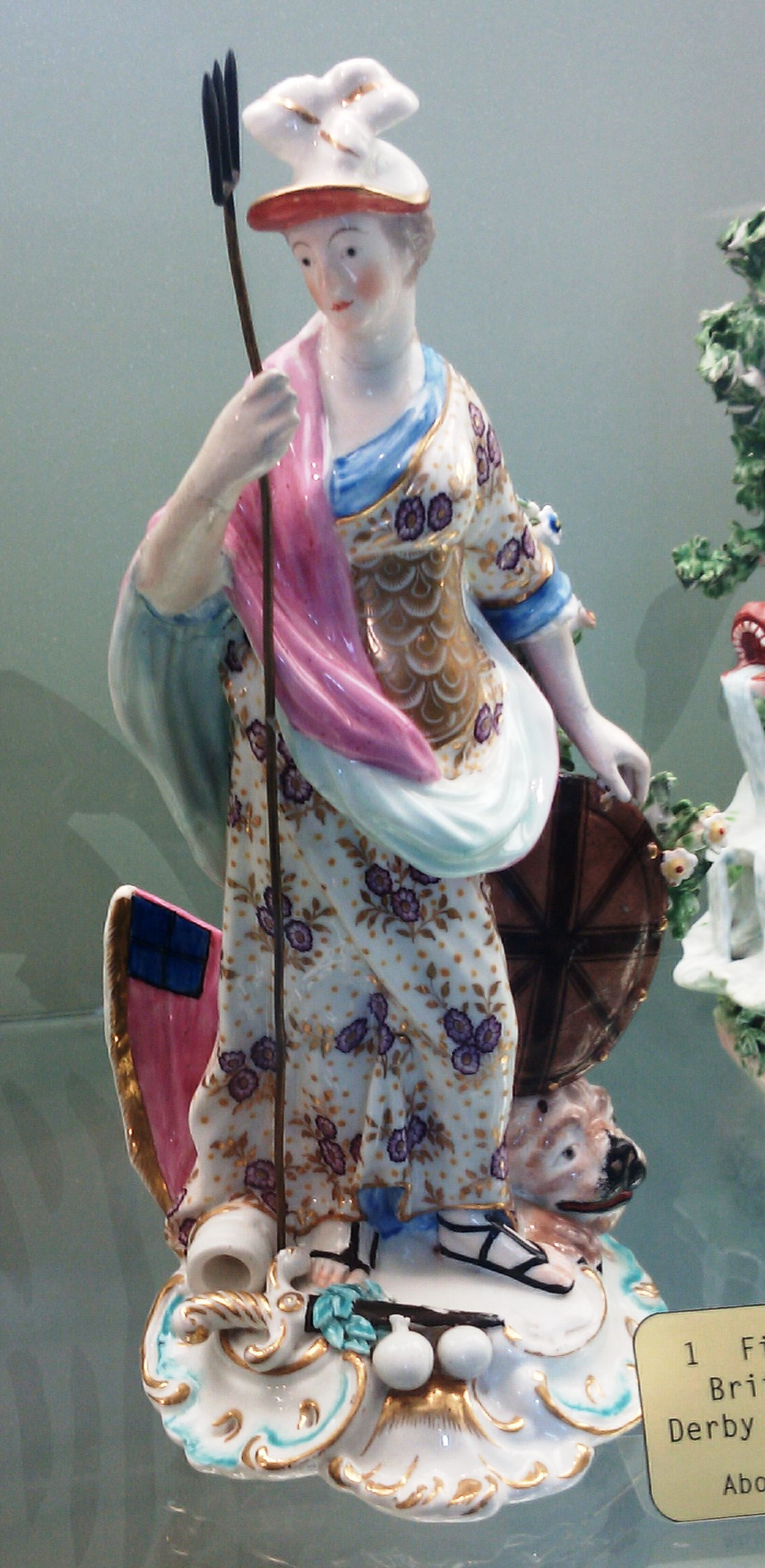
Figura de porcelana de Derby (1780).

La fecha de producción de la porcelana de Derby data de la primera mitad del siglo XVIII, aunque la autoría y el inicio exacto de la producción siguen siendo hoy en día una cuestión de conjetura. En las piezas conservadas más antiguas de finales del siglo XIX se pueden apreciar las palabras «Darby» y «Darbishire» y los años 1751-2-3 como prueba de lugar y año de fabricación. Más importante, es el hecho de que la producción de porcelana en Derby es anterior al inicio de las trabajos de William Duesbury, comenzados en 1756 cuando se unió a Andrew Planche y John Heath, para crear la fábrica de Nottingham Road, que más tarde se convirtió en la Royal Crown Derby. El principal centro expositor de esta porcelana es Derby Museum and Art Gallery.

## Historia
Se sabe por las propias notas de William Duesbury, que Derby tenía una sólida producción de porcelana, de calidad excepcional, al inicio de la década del 1750. La prueba de la calidad del material de producción local se evidencia por el hecho de que Duesbury, entonces un esmaltador conocido en Londres, había pagado mucho más por piezas fabricadas en Derby que por estatuillas hechas en las fábricas rivales en los distritos londinense de Bow y Chelsea. Era común en la época que los distribuidores comprasen porcelana blanca vidriada de diferentes fabricantes, y la mandaran a esmaltadores como Duesbury para hacer el remate final —esmaltación y pintura—.
La primera mención impresa sobre la fábrica de Derby, data de diciembre de 1756, cuando un anuncio en el Public Advertiser, reeditado varias veces durante el mes, instó a los lectores a participar en una venta de subasta en Londres, patrocinada por la Derby Porcelain Manufactory. Curiosamente, no hay otras referencias a esta supuesta «Derby Porcelain Manufactory», lo que sugiere que el nombre fue inventado para la ocasión. Aunque puede ser visto solo como jactancia, el anuncio nombra a la fábrica como una «segunda Dresde», mostrando la buena calidad de sus productos. Por supuesto, tal perfección representaba la culminación de un largo proceso de fabricación, y nada en este anuncio indicaba que esta venta había sido la del primer año de fabricación, a diferencia de anuncios similares que hicieron los fabricantes de Bow y Longton Hall en 1757.

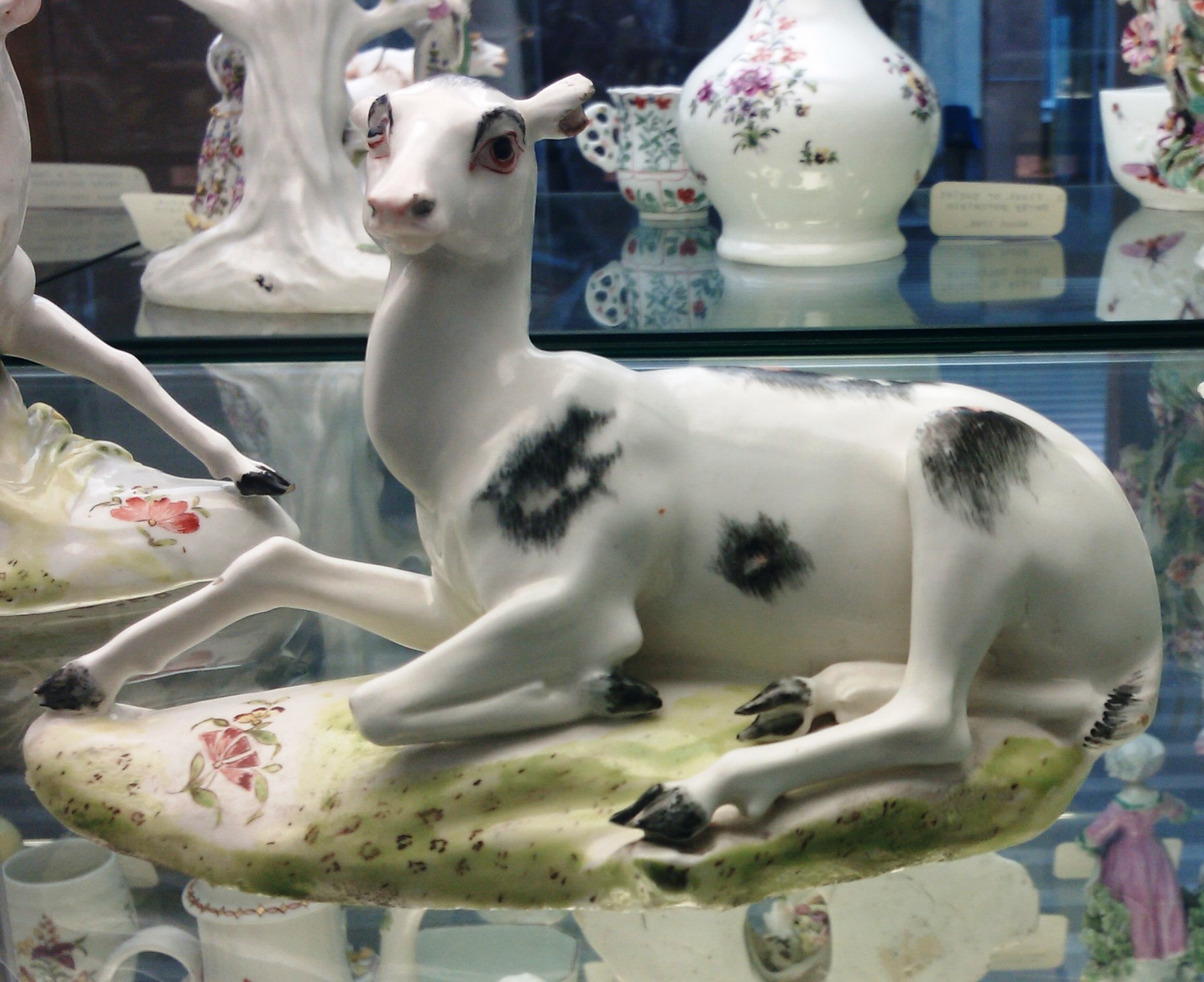
Un perro de porcelana Derby de la década de 1750.

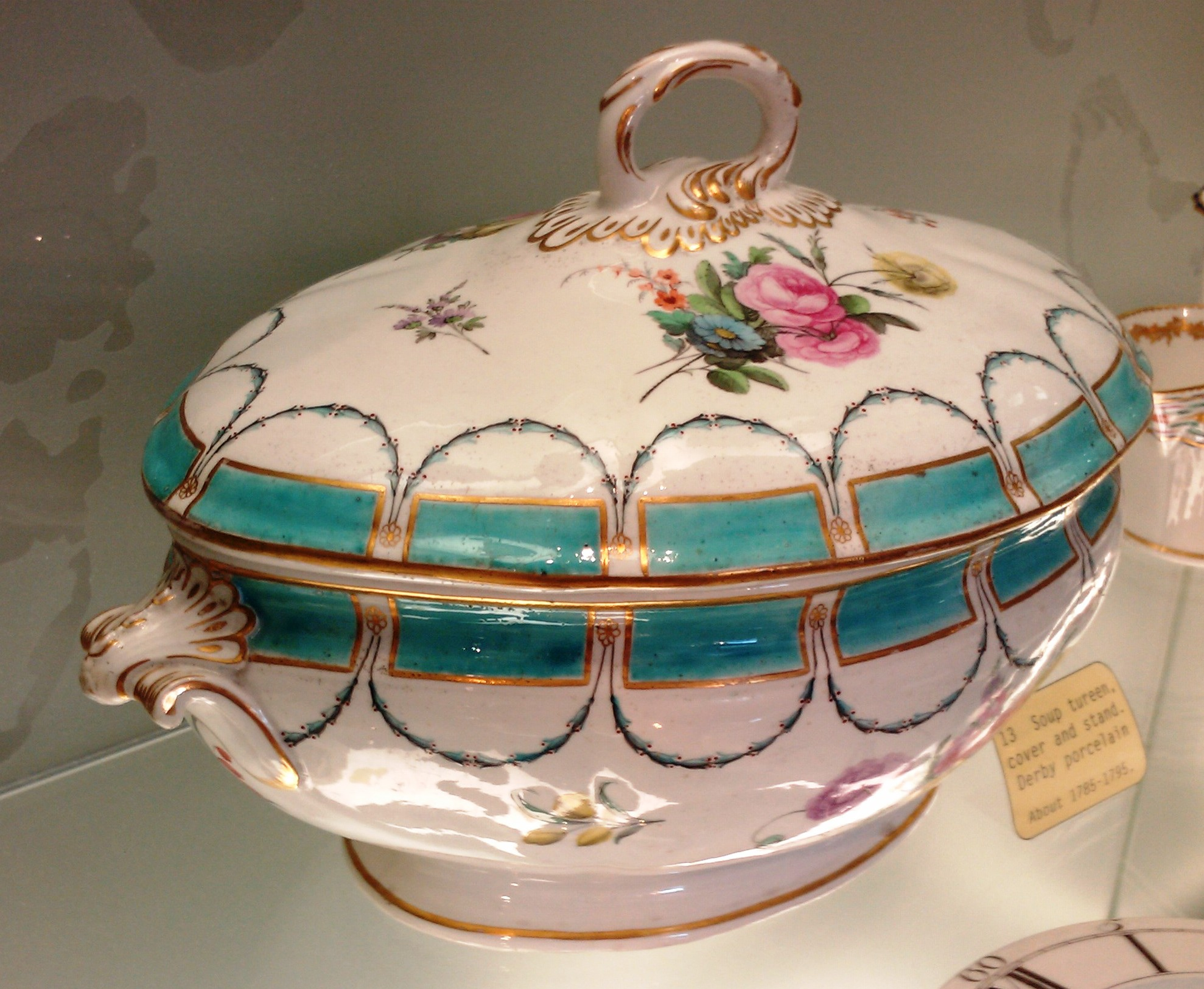
Sopera datada entre 1775 y 1785.

El alfarero Andrew Planche se cita a menudo como un precursor de la fábrica de porcelana de Derby. Informes sobre un «extranjero en circunstancias muy pobres» que vivía en el Lodge Lane y produjo pequeñas estatuillas de porcelana alrededor de 1745, podrían referirse a Planche. Sin embargo, como señala un investigador, en 1745 Planche solo tenía 17 años de edad. La importancia misma de Planche en la constitución de la futura Royal Crown Derby fue minimizada por algunos —como la nieta de William Duesbury, Sarah Duesbury, que murió en 1876—, y controvertida por otros, que dudan de su existencia. Sin embargo, hay pruebas de que Planche fue realmente una figura histórica, aunque es cierto que no enseñó el arte del esmalte a William Duesbury.
Un serio adversario al título de fabricante de piezas de porcelana de la «segunda Dresde» fue la Cockpit Hill Potworks. Se deduce que esta «Derby Pot Works» ya estaba en pleno funcionamiento alrededor del 1708, debido a una taza de cerámica, que contiene la inscripción John Meir hizo esta copa 1708. Se sabe que la «Pot Works» producía porcelana, debido al anuncio de una subasta celebrada en 1780, cuando la compañía se declaró en quiebra. No se hace mención de estatuillas esmaltadas, pero es muy probable que también se produjeran, en un momento en que la demanda de estos artículos fue alta. O, quizás, esta rama de la producción había sido totalmente asimilada por la fábrica de Duesbury desde mediados de los 1750.
Debido a una orden de detención establecida en 1758 en contra un tal John Lovegrove, se tiene noticia que los dueños de la «Cockpit Hill Potworks» fueron William Butts, Thomas Rivett y John Heath. Heath era el banquero que más tarde financiaría la construcción de la fábrica de Nottingham Road, y Rivett fue miembro del Parlamento y alcalde de Derby en 1715 y 1761, donde queda claro que los socios de la Potworks fueron hombres ricos e influyentes en la sociedad local. Sin embargo, la competencia con la fábrica de Nottingham Road parece haber sido fatal. Ya en 1772, la calidad de la producción de Potworks había caído hasta el punto que un visitante la clasificó como «imitación de la loza de la Reina, pero no se puede comparar con el original, el producto de Staffordshire». En 1785, la fábrica cerró sus puertas definitivamente.

## Marcas de porcelana de Derby

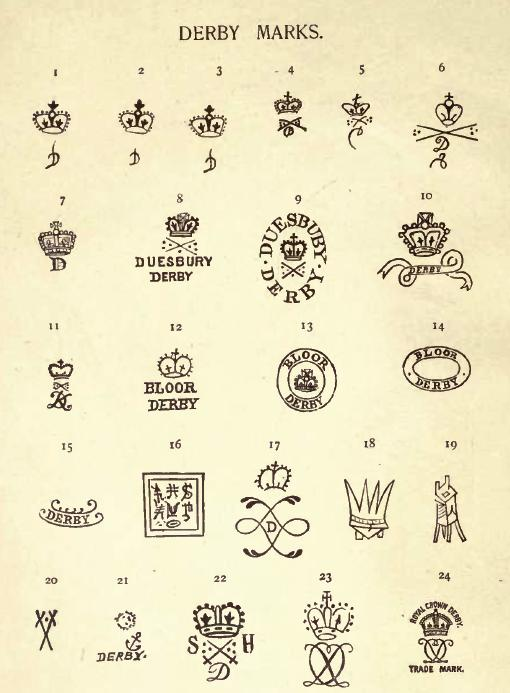
Marcas realizadas en la porcelana de Derby.

Del libro «Bow, Chelsea, and Derby Porcelain" de William Bemrose (1898):
- 1, 2, 3 - Primeras marcas Derby, generalmente de color azul —algunos ejemplos son conocidos donde la Corona y D se utilizan por separado, probablemente un descuido de los obreros—.
- 4 - Espadas cruzadas, corona, D, y 6 puntos, cuidadosamente pintadas de azul, más adelante en castaño rojizo, utilizado desde aproximadamente 1782.
- 5, 6 - El mismo, menos cuidadoso en su pintado en rojo.
- 7, 8, 9, 10 - Marcas posteriores de Duesbury, generalmente en rojo.
- 11 - Duesbury & Kean, raramente utilizadas, alrededor de 1795 a 1809.
- 12, 13, 14, 15 - Marcas Bloor, desde 1811 hasta 1849.
- 16, 17, 18, 19 - Marcas casi orientales utilizadas en varias ocasiones. La n.º 17 es una imitación de la marca de Sèvres.
- 20 - Marca Dresde, de uso frecuente en las estatuillas.
- 21 - Marca Derby, se supone que fue utilizada por Holdship cuando estuvo en Derby, aproximadamente 1766. Rara.
- 22 - Stephenson & Hancock, King Street Factory, 1862, misma marca utilizada después por Sampson Hancock, y ahora en uso, 1897.
- 23 - Marca utilizada por la Derby Crown Porcelain Co., Osmaston Road, desde su creación en 1877 hasta diciembre de 1889.
- 24 - Esta marca adoptada por la cía. citada cuando Su Majestad concedió el uso del prefijo «Real», el 3 de enero de 1890.